# Колонтаи
Колонтаи (бел. Калантаі) — деревня в Волковысском районе Гродненской области Беларуси. Входит в состав Субочского сельсовета.

## География
Деревня находится в юго-западной части Гродненской области, к западу от реки Россь, при автодороге Н-7032, на расстоянии приблизительно 3 километров (по прямой) к северо-западу от города Волковыск, административного центра района. Абсолютная высота — 142 метра над уровнем моря. Площадь населённого пункта — 0,2346 км².

## История
По состоянию на 1905 год, в Колонтаях проживало 413 человек. В административном отношении деревня входила в состав Бискупицкой волости Волковысского уезда Гродненской губернии.
Согласно Рижскому мирному договору (1921), деревня вошла в состав Второй Польской республики. Входила в состав гмины Рось Волковысского повета Белостокского воеводства. В 1921 году числилось 202 жителя, проживавших в 59 домах. В этническом составе населения того периода поляки составляли 100 %. В конфессиональном составе православные христиане составляли 98 % населения деревни.
С 1939 года в БССР.

## Население
По данным переписи 2019 года, в деревне проживало 12 человек.
| Год  | Население, человек |
| ---- | ------------------ |
| 1905 | 413                |
| 1921 | ↘ 202              |
| 2009 | ↘ 33               |
| 2019 | ↘ 12               |